# Andy Shauf
Andy Shauf est un chanteur multi-instrumentiste et auteur-compositeur canadien originaire de Regina, dans la province de Saskatchewan, né le 26 mai 1987. Il joue notamment de la guitare, du piano et de la clarinette. Andy Shauf est aussi membre du groupe Foxwarren.

## Enfance
Andy Shauf grandit à Estevan dans le village de Bienfait, au sein d'une famille chrétienne évangélique. Ses parents tiennent une boutique de matériel électronique et d'instruments de musique. Il apprend à jouer par lui-même sur des instruments invendus.

## Carrière
En 2009, Andy Shauf sort son premier album : Darker Days.
En 2012, Andy Shauf sort son deuxième album : The Bearer of Bad News.
Début 2014, Andy Shauf commence à travailler sur son futur album The Party. Il démarre l'enregistrement en Allemagne, accompagné de musiciens. Comme il passe son temps à modifier l'arrangement des morceaux, il se rend compte qu'il laisse peu de place aux musiciens dans la composition de l'album. Il décide alors de rentrer à Regina et d'y travailler seul. Il enregistre tous les instruments de manière séquentielle ; seuls les instruments à cordes seront joués par un ami. L'album, qui sort au printemps 2016, est apprécié par la critique,,. The Party est un enchaînement de scènes se déroulant durant une soirée alcoolisée, avec des protagonistes aux personnalités variées.
En 2018, Andy Shauf enregistre un album avec trois de ses amis sous le nom de Foxwarren. L'album sort en novembre 2018.
Son album The Neon Skyline, sorti le 24 janvier 2020, reçoit un 7,9/10 de la part de Pitchfork.com et figure parmi les 666 disques incontournables selon le magazine Rock & Folk.

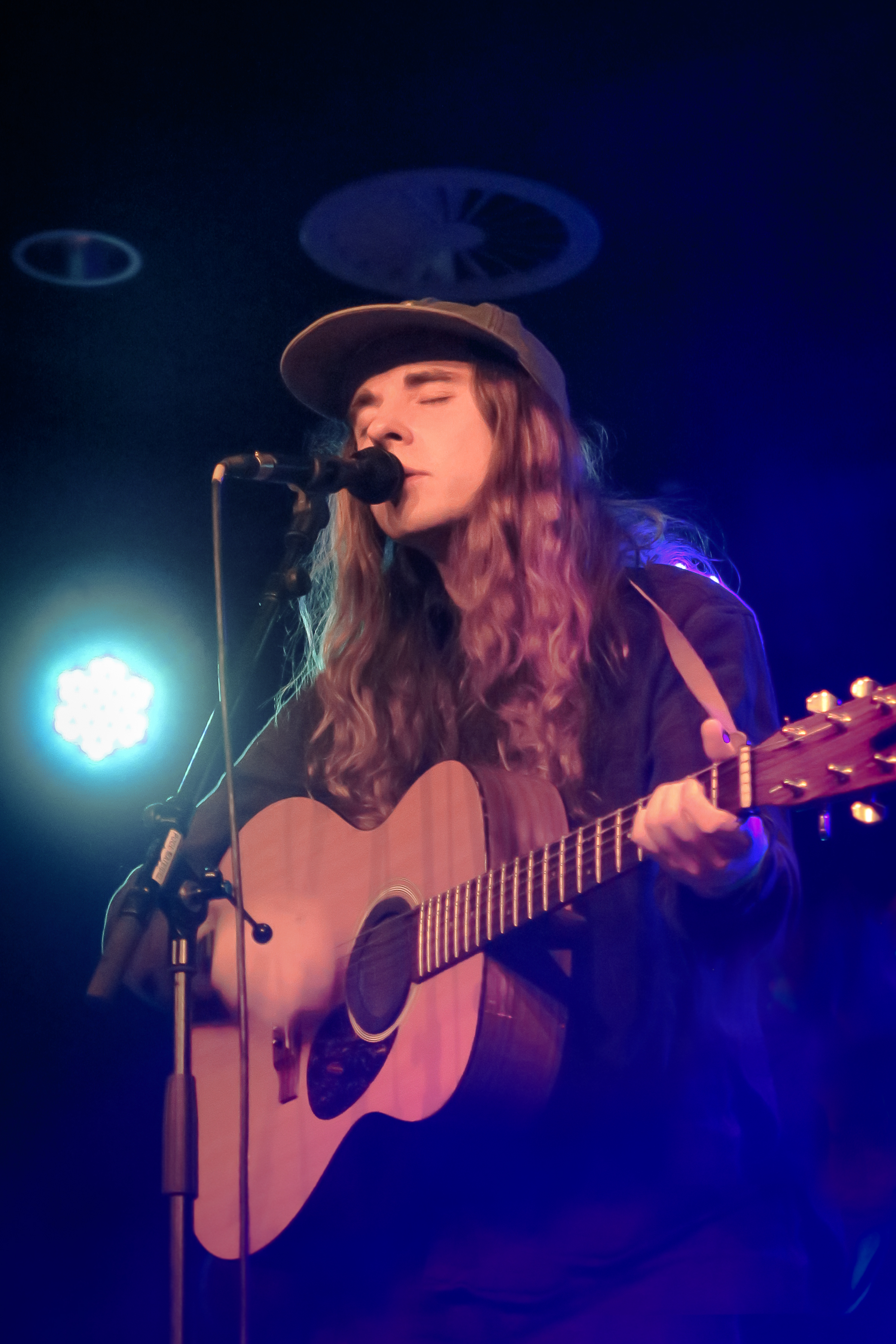

## Discographie

### Albums studio
- 2009 : Darker Days
- 2012 : The Bearer of Bad News
- 2016 : The Party
- 2020 : The Neon Skyline
- 2021 : Wilds
- 2023 : Norm